# Constança d'Aragó i de Navarra
Constança d'Aragó i de Navarra (Monestir de Poblet, 1343 - Catània, 1363) fou infanta d'Aragó i reina consort de Sicília (1361-1363).

## Orígens familiars
Fou la filla gran del comte de Barcelona i rei d'Aragó Pere III d'Aragó el Cerimoniós i de Maria de Navarra, la seva primera esposa. Era neta per línia paterna del rei Alfons el Benigne i de Teresa d'Entença, i per línia materna dels reis Felip III d'Évreux i de Joana II de Navarra. Fou germana, per part de pare, dels rei Joan I d'Aragó el Caçador i de Martí I d'Aragó l'Humà.
El 1347, el seu pare, Pere el Cerimoniós, procurà infructuosament de fer-la reconèixer com a hereva legítima de la corona, cosa que contribuí als conflictes amb la Unió d'Aragó i la Unió de València.

## Núpcies i descendents
L'11 d'abril del 1361, es casà a Catània amb el rei Frederic III de Sicília, amb el qual tingué una filla, la princesa Maria de Sicília (1362-1401), reina de Sicília, casada el 1389 amb el príncep d'Aragó Martí el Jove.

## La seva mort
Constança d'Aragó va morir a Catània el 18 de juliol del 1363, pocs mesos després de néixer la seva única filla. Fou soterrada en un baix relleu. El sarcòfag fou col·locat en la catedral de Palerm, en el cementiri dels Reis, al costat del gran rei Roger II d'Hauteville.